# Hecke-operator
In de wiskunde, in het bijzonder in de theorie van de modulaire vormen, is een Hecke-operator een bepaald soort 'middelende' operator, die een belangrijke rol speelt in de structuur van de vectorruimten van de modulaire vormen (en meer in het algemeen automorfe representaties). 
Deze operatoren kunnen voorkomen in verschillende contexten, de eenvoudigste betekenis is een combinatorische, namelijk als het voor een bepaald geheel getal {\displaystyle n} enige functie {\displaystyle f(\Lambda )} nemen, die gedefinieerd is op een rooster
{\displaystyle \sum _{\Lambda '}f(\Lambda ')},
waarin de som genomen wordt over alle ondergroepen {\displaystyle \Lambda '} van {\displaystyle \Lambda } met index {\displaystyle n.}